# Сени (Фиренца)
Сени је насеље у Италији у округу Фиренца, региону Тоскана.
Према процени из 2011. у насељу је живело 160 становника. Насеље се налази на надморској висини од 212 м.